# Pontée

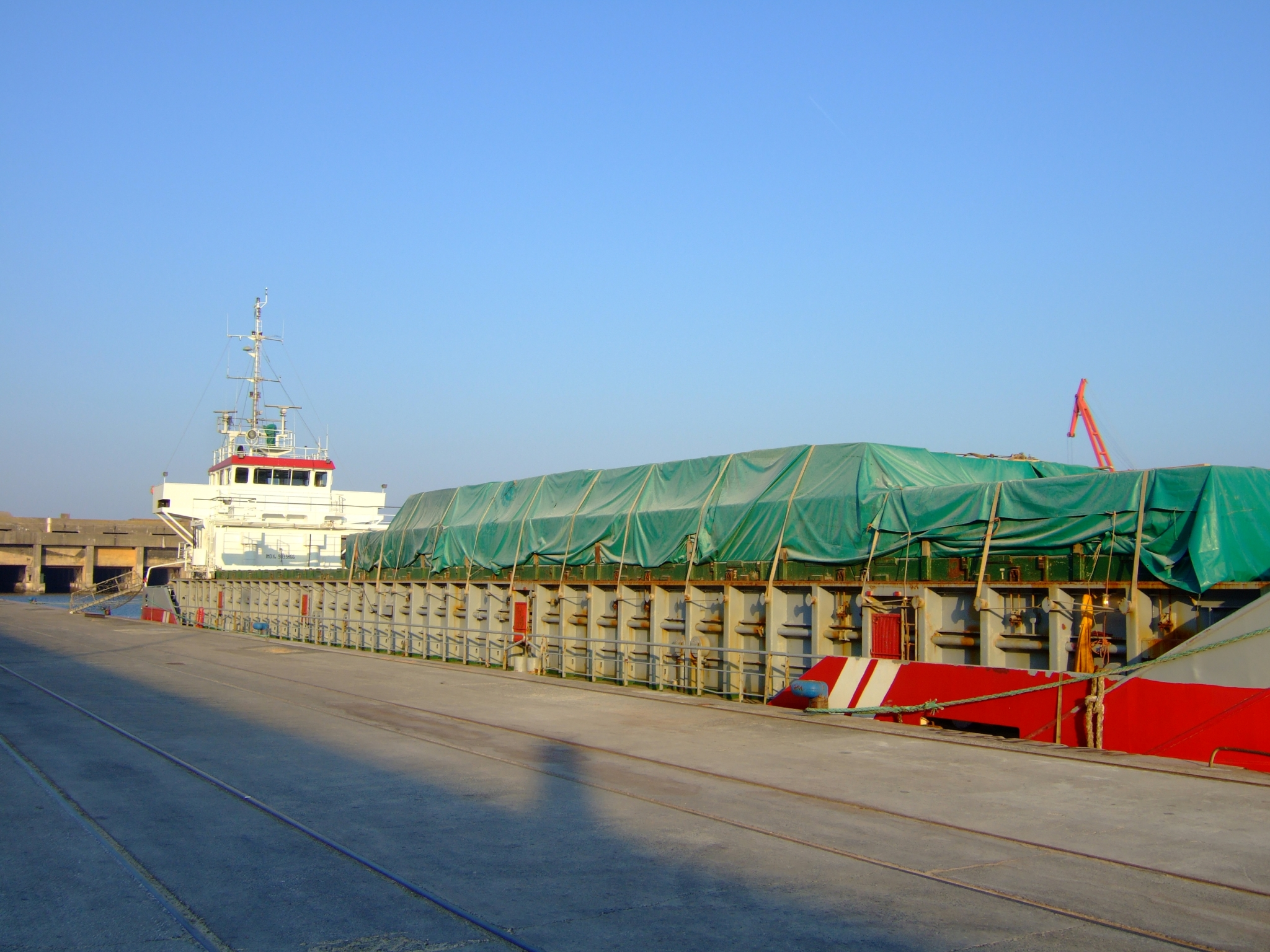
Marchandise chargée en pontée

À bord d'un navire de commerce, la pontée désigne l'ensemble des marchandises arrimées sur le pont, (par opposition aux marchandises transportées en cale) : conteneurs, colis lourds, grumes, etc. Les animaux vivants sont souvent transportés en pontée.
Une embarcation non pontée est une embarcation démunie de pont. Le navigateur est donc installé sur et non plus dans l'embarcation (exemple : Canoë-kayak).
Pour un porte-avions, une pontée désigne un ensemble d'avions, jusqu'à 20 avions, qui sont catapultés et récupérés par le porte-avions dans des créneaux de temps donnés. En général, les avions d'une pontée participent à la même mission.